# Longpré-le-Sec
Longpré-le-Sec – miejscowość i gmina we Francji, w regionie Grand Est, w departamencie Aube.
Według danych na rok 1990 gminę zamieszkiwały 92 osoby, a gęstość zaludnienia wynosiła 6 osób/km².

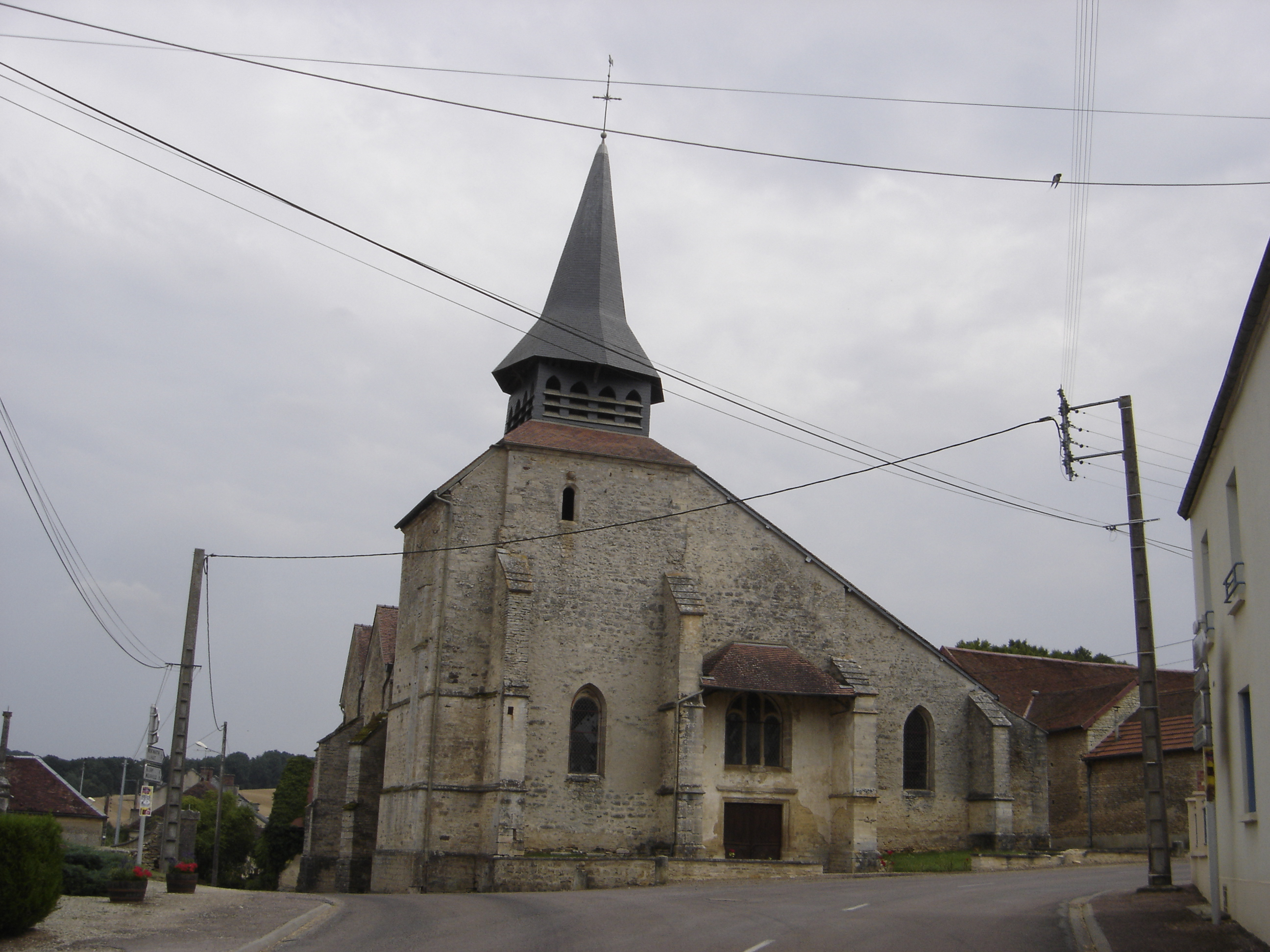
Kościół w Longpré-le-Sec, 2009